# Karl Walser

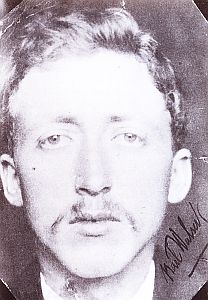
Karl Walser, um 1897

Karl Walser (* 8. April 1877 in Biel/Bienne; † 28. September 1943 in Bern) war ein Schweizer Maler, Bühnenbildner und Illustrator. Sein Werk war zunächst stark am Symbolismus orientiert, später entwickelte es sich – ganz im Sinne des Zeitgeistes – hin zu einer heroisierenden Körperverehrung. Seine Kunst, die ihm zu Lebzeiten grosse Anerkennung einbrachte, liess ihn nach seinem Tod in Vergessenheit geraten, ganz im Gegensatz zu seinem Bruder Robert Walser, dessen Rezeption sich umgekehrt entwickelt hat.

## Leben und Werk

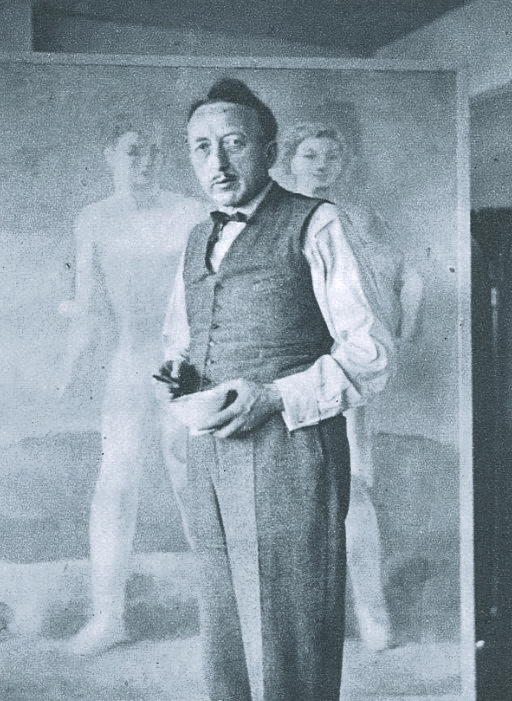
Karl Walser, 1910

Karl Walser, einer der älteren Brüder des Schriftstellers Robert Walser, begann eine (nicht abgeschlossene) Lehre als Bauzeichner. Von 1894 bis 1896 machte er bei August Kämmerer in Stuttgart eine Lehre als Dekorations-Maler und besuchte dort die Künstlerschule. Ein Stipendium ermöglichte es Walser, sein Studium an der Kunstgewerbeschule in Straßburg fortzusetzen. 1898 lernte er Marcus Behmer kennen, mit dem ihn eine lebenslange Freundschaft verband. Beide verehrten die Werke von Aubrey Beardsley. Im gleichen Jahr arbeitete Walser für drei Monate in München für den Dekorationsmaler Adolf Lentner. 
Anschliessend entschied er sich für eine eigenständige Künstlerlaufbahn in Berlin und arbeitete ab 1901 als Bühnenbildner und Buchgestalter für den Verlag von Bruno Cassirer. In Berlin wurde er Mitglied in der Berliner Secession und freundete sich mit ihrem Leiter Max Liebermann an. Weitere Freundschaften entstanden zu Lovis Corinth und Max Slevogt. Mit seinen Darstellungen zu Salome an der Ausstellung Zeichnende Künste von 1902 gelang Walser der künstlerische Durchbruch.

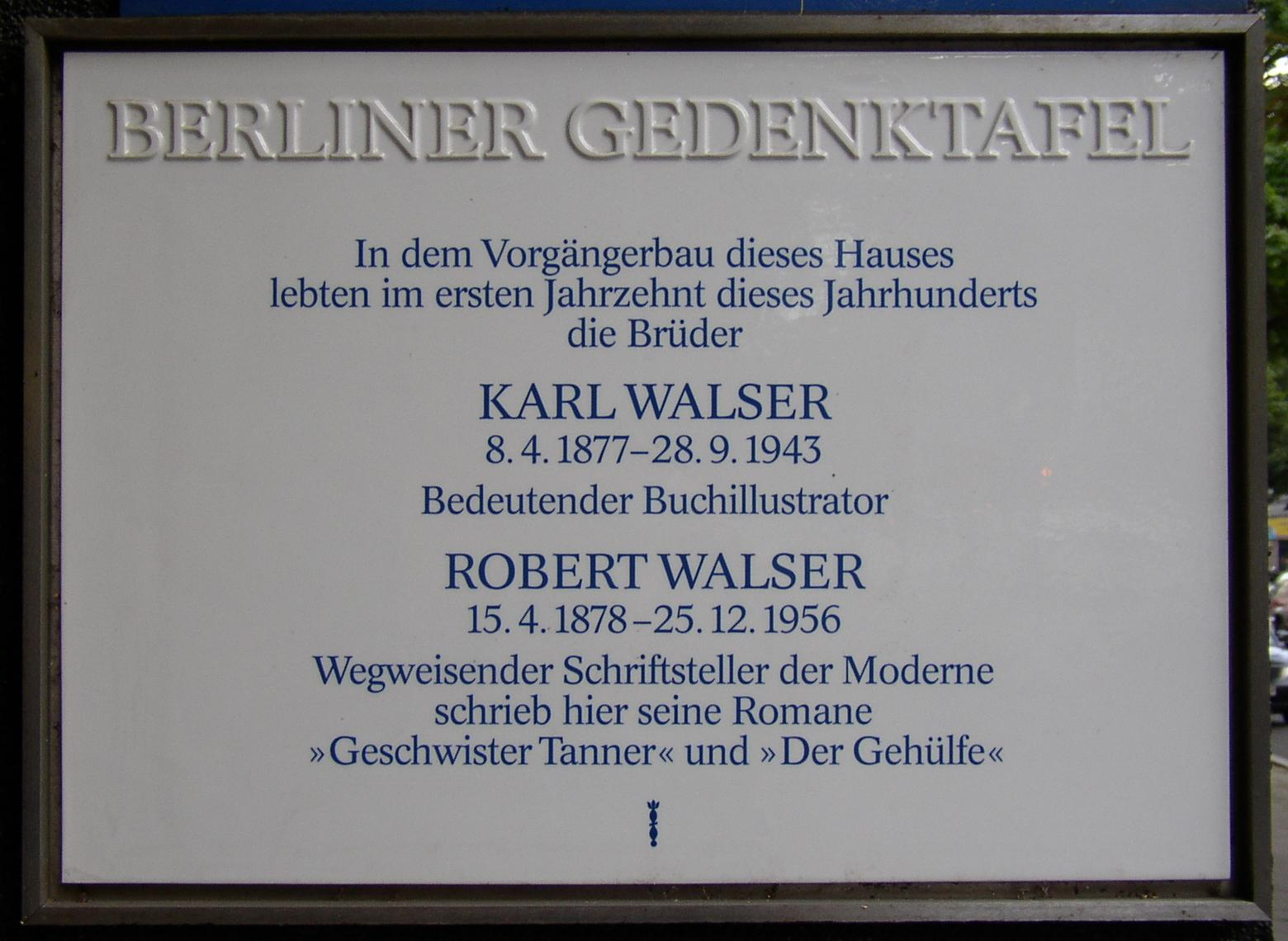
Berliner Gedenktafel in Berlin-Charlottenburg

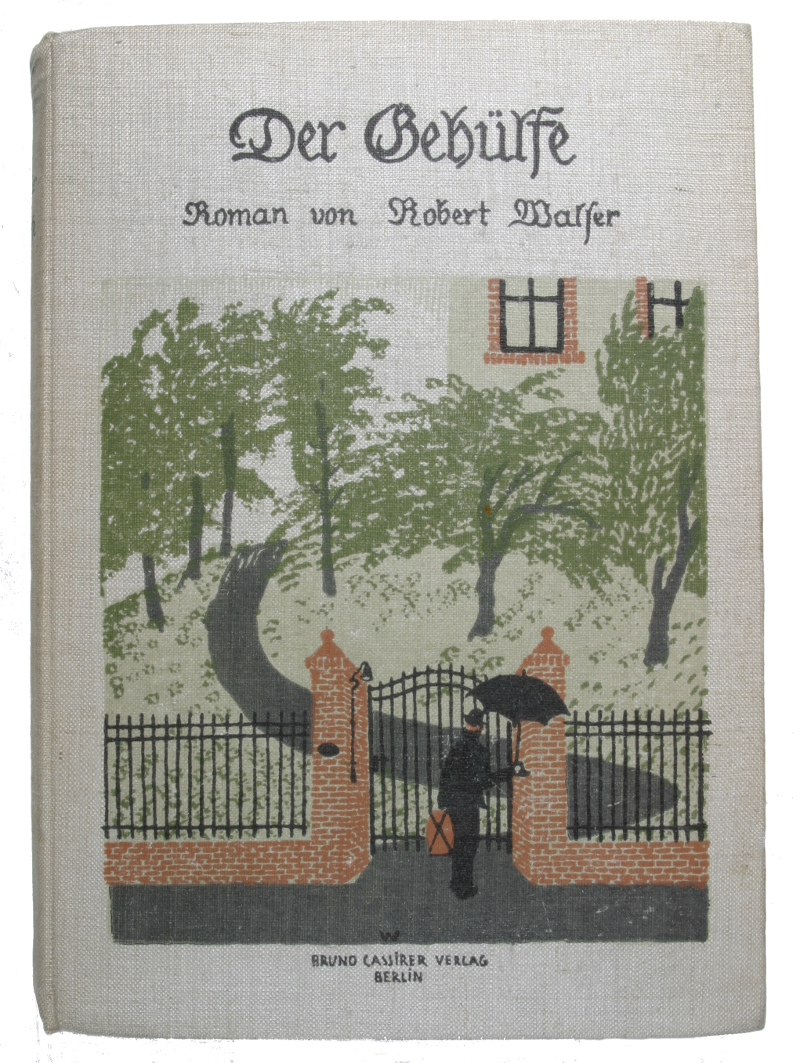
Karl Walser Illustration für das Buch Der Gehülfe seines Bruders Robert Walser 1908

Ab 1903 arbeitete er als Bühnenbildner u. a. für das Theater am Schiffbauerdamm mit Max Reinhardt zusammen und begann Bücher seines Bruders Robert zu illustrieren. Die beiden Brüder bewohnten zu jener Zeit gemeinsam eine Atelierwohnung in Berlin-Charlottenburg. Im Jahr 1910 heiratete Walser die aus Westpreußen (Schönberg im Kreis Rosenberg) stammende Hedwig Agnes Czarnetzki (1885–1987).
Ab 1911 schuf er Wandmalereien, u. a. in Berliner Privatvillen wie der Villa von Walther Rathenau oder im neu erbauten Palais von Paul Mendelssohn-Bartholdy, wo er das Treppenhaus mit Fresken ausmalte. Für die Villa Gans (Königstein) schuf er ein vierteiliges Fresko in einer Wandelhalle.
1908 unterbrach er diese Arbeiten durch eine Reise nach Japan, die er im Auftrag von Paul Cassirer zusammen mit Bernhard Kellermann unternahm. Es entstanden die Bände Spaziergang in Japan (1910) und Sassa yo Yassa und Japanische Tänze (1911), die Karl Walser gestaltete bzw. illustrierte.
Ab 1917 lebte er wieder in der Schweiz, wo er einerseits die Arbeit an Fresken weiterverfolgte, z. B. im Haus zur Geduld in Winterthur, anderseits  Radierungen schuf. In den folgenden Jahren arbeitete er auch wieder für das Theater.
1921 kehrte er nach Berlin zurück. Er wurde Vorstandsmitglied der Freien Secession. Daneben war er Mitglied im Deutschen Künstlerbund.

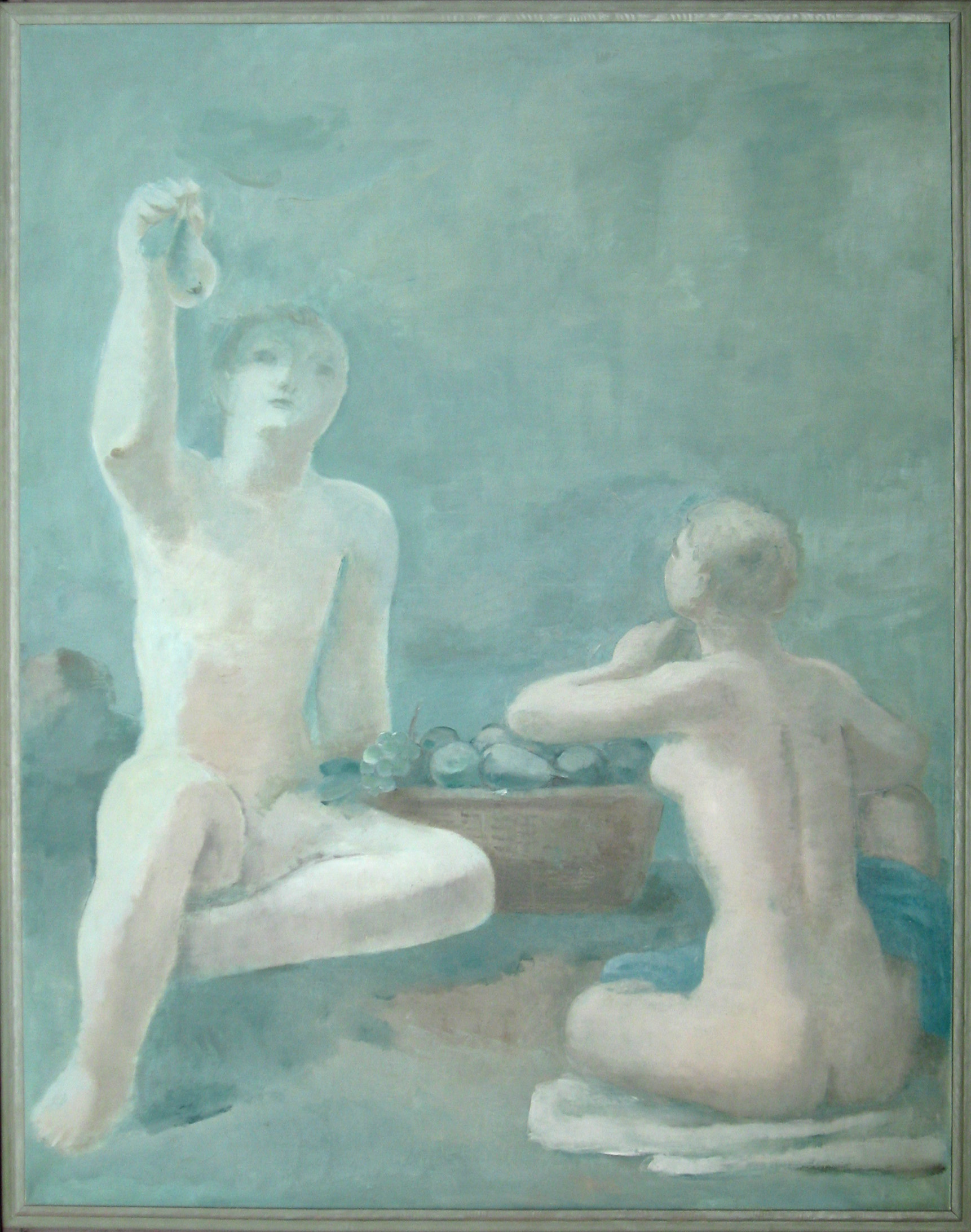
Hirtenpaar. Gemalt für das Muraltengut Zürich. Heute in der Sammlung des NMB Biel
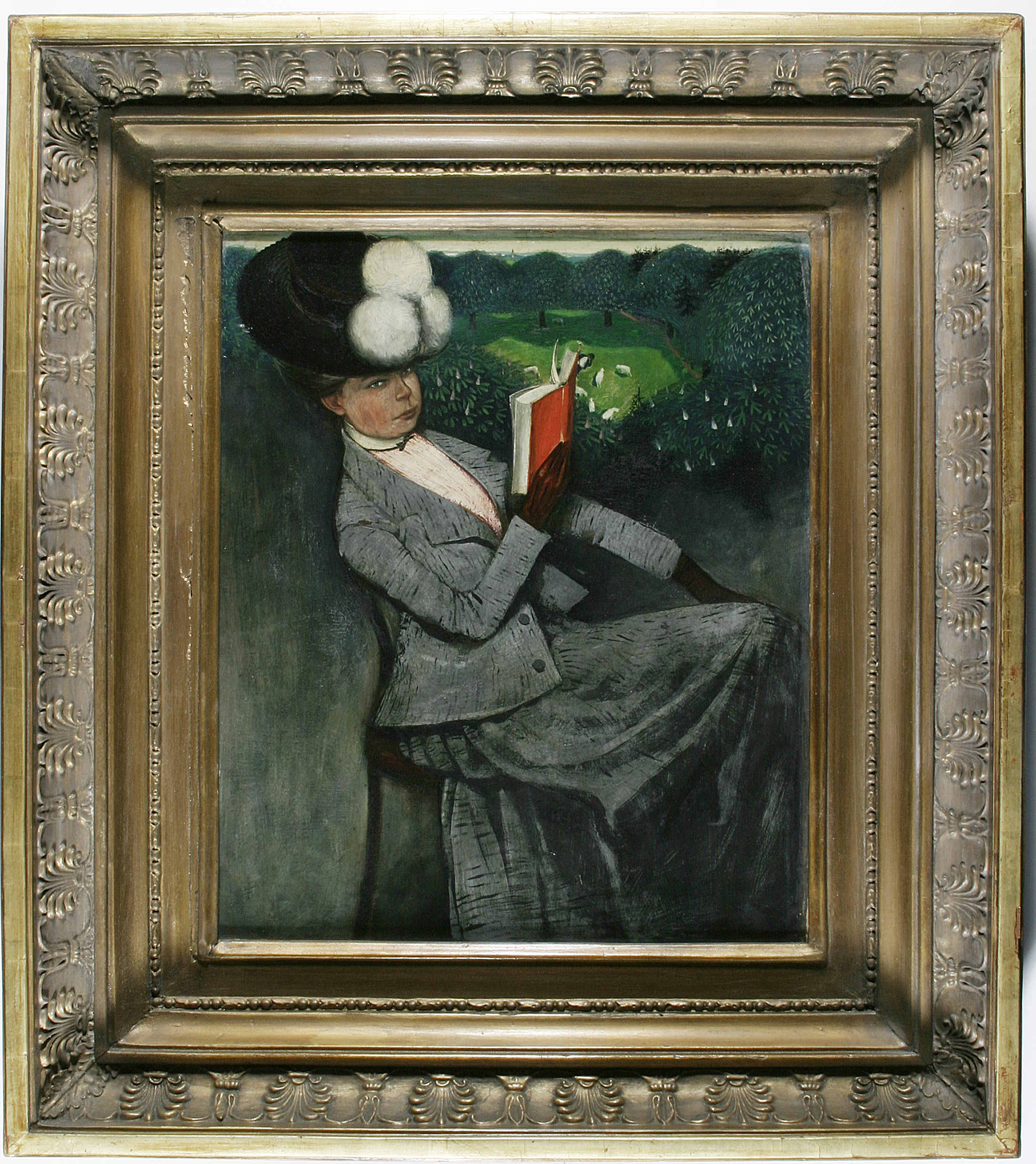
Damenbildnis. 1902
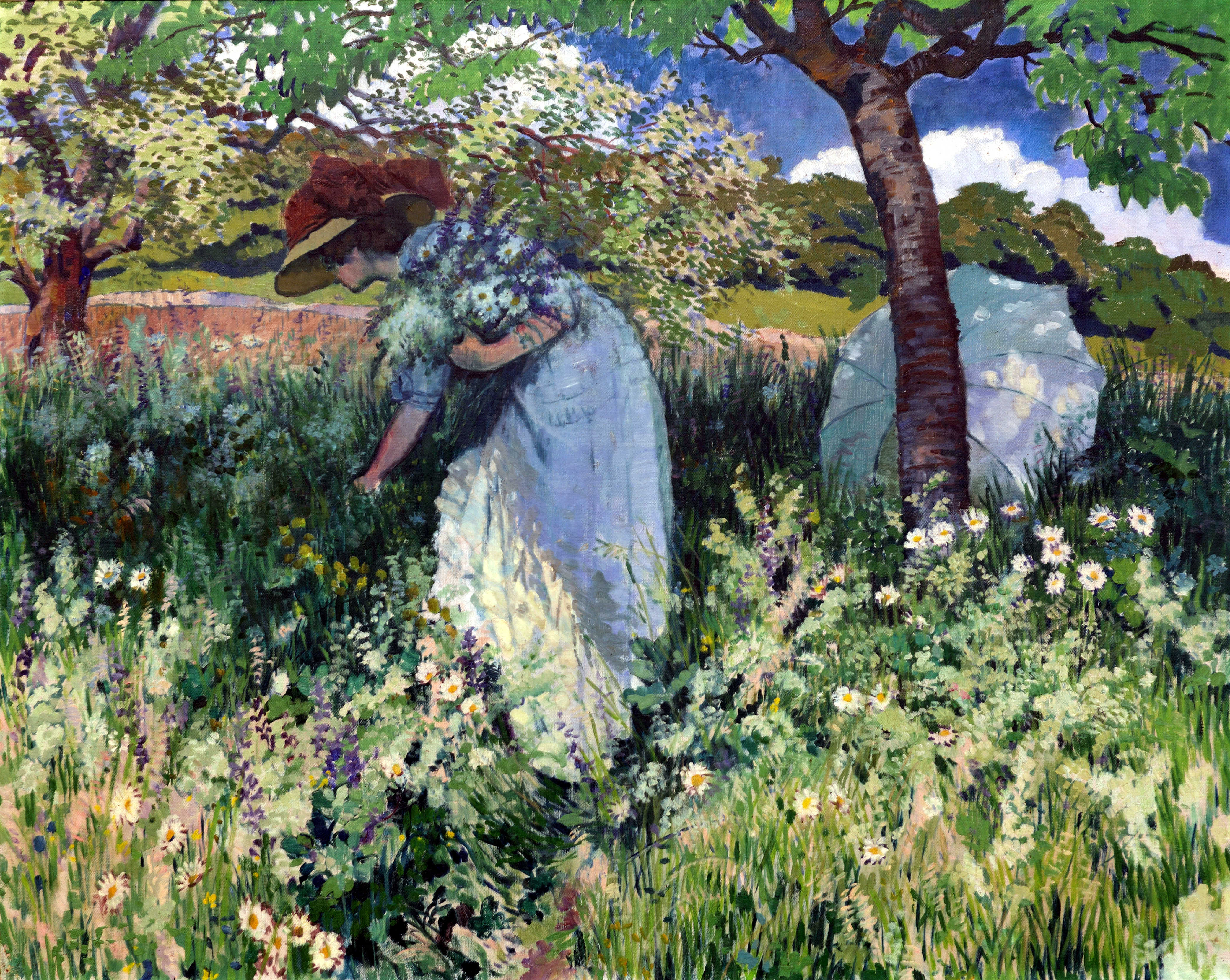
Frau auf Blumenwiese. 1910
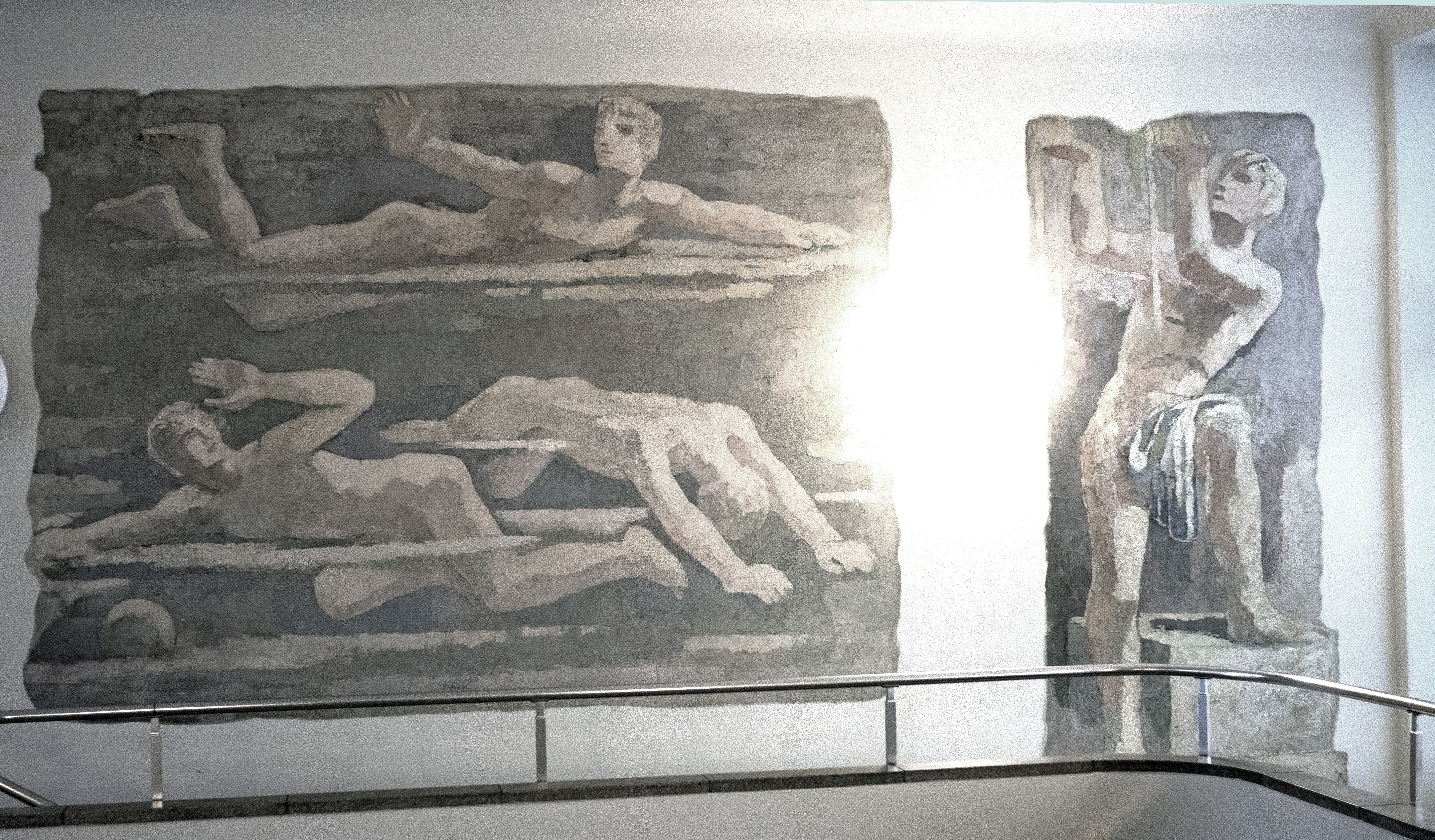
Wandbild für das Hallenbad City in Zürich 1941

Ab 1925 lebte Walser mit seiner Frau hauptsächlich in Twann am Bielersee. 1927 wurde er Mitglied der Preußischen Akademie der Künste. In den Folgejahren nahm er an zahlreichen Ausstellungen teil und schuf eine Reihe von Wandmalereien, u. a. für das Amtshaus in Zürich, den Eingangsbereich des Kunst Museum Winterthur – Reinhart am Stadtgarten. Für das von Martin Bodmer 1924 erworbene Muraltengut konnte Walser insgesamt acht Wandgemälde ausführen. Zwei davon mit Darstellungen der Europa im Vestibül sind im Muraltengut geblieben. Sechs weitere Bilder, die er für das Gartenzimmer malte, finden sich heute in der Sammlung des Neuen Museums Biel.  Im Haus Forster von Gustav Adolf Tobler, Professor für angewandte Elektrizität an der Eidgenössischen Technischen Hochschule (ETH), malte Walser von 1930 bis 1931 das Speisezimmer aus. Für das Stadttheater Bern vollendete Walser 1941 die ersten zwei Bilder des Zyklus Musik und Tanz. 1941 malte er die Badeszenen im  Hallenbad City in Zürich. 1942 bekam er den Auftrag für eine Wandmalerei des Grossratssaales im Berner Rathaus, die er in nur zwei Monaten schuf. 1943 begann Walser mit dem dritten Wandbild Tragödie für das Stadttheater Bern. Er erkrankte in dieser Zeit schwer und musste sich zur Pflege in das Salem-Spital begeben. Von dort aus arbeitete er in gesundheitlich besseren Phasen am Wandbild Tragödie weiter. Nach der Fertigstellung kehrte Walser in seinen Wohnort Glion zurück. Im Herbst 1943 erlag Karl Walser einem Herzleiden. Er wurde auf dem Schosshaldenfriedhof in Bern beerdigt. Den Nachruf für Walser hielt Adolf Tièche.
Von 1905 bis 1943 schuf Walser 32 Wandbilder in Deutschland, Österreich und in der Schweiz. Von 1933 bis 1937 entwarf er die Schutzumschläge für die Gesammelten Werke von Thomas Mann im S. Fischer Verlag. Seine Beziehung zum Bruder Robert war zunehmend belastet. Mit seinem älteren Bruder, Oskar Walser, kam er nur widerwillig für den langen Klinikaufenthalt des mittellosen Schriftstellers auf, den er als Künstler kaum ernst nahm.
Weite Teile insbesondere seines frühen Werkes gelten als verschollen. NMB Neues Museum Biel zeigt einige seiner bekanntesten frühen Arbeiten in der Dauerausstellung. Das Robert Walser-Zentrum in Bern erkundet 2025 in einer einjährigen Sonderausstellung das Werk vom Karl Walser und stellt auch der Öffentlichkeit noch nie präsentierte Werke aus.